# Дюрфор, Жан-Батист де
Жан-Батист де Дюрфор (фр. Jean-Baptiste de Durfort; 29 января 1684 — 8 июля 1770, Париж), герцог де Дюрас — французский военачальник, маршал Франции.

## Биография
Второй сын Жака-Анри де Дюрфора, герцога де Дюраса, маршала Франции, и Маргерит-Фелис де Леви.
Маркиз де Бланкефор, граф де Розан, барон де Пужоль, де Ландруэ, де Сипрессак, сеньор де Шитен, д'Юрбиз, де Камбер, и прочее.
Первоначально носил титул графа де Дюраса. Поступил на службу мушкетером. После смерти старшего брата, герцога Жака-Анри (II) де Дюраса, 18 октября получил кавалерийский полк, где тот был кампмейстером.
В 1701 году служил во Фландрской армии маршала Буфлера, за одну ночь овладевшей городами Испанских Нидерландов, где стояли голландские гарнизоны.
В 1702 году во Фландрской армии герцога Бургундского и маршала Буфлера, в бою с голландцами у Нимвегена 11 июня отнял у противника знамя.
В 1703 году в армии маршалов Буфлера и Вильруа, участвовал в осаде Тонгерена, взятого 10 мая, и в битве при Экерене 30 июня.
20 февраля 1704 произведен в бригадиры кавалерии, проделал кампанию того года в Нидерландах под командованием Вильруа. 3 июля разбил часть из 600 человек, сделавших вылазку из Монмельяна, близ Лихтенау. 12 октября, после смерти отца, стал герцогом де Дюрасом.
3 июля 1705 под командованием маршала Виллара участвовал в атаке оборонительных линий у Висамбура. В 1706 году внес вклад в снятие блокады Фор-Луи принцем Баденским, который 1 мая оставил свои укрепления у Друзенхайма, и принимал участие во взятии острова Маркизат.
В 1707 году содействовал в атаке и взятии линий Штолоффена 22 мая, в победе над имперским отрядом 28-го, взятии Пфорцхайма 30-го, Виннинга 2 июня, Шорндорфа 15-го, победе над генералом Янусом близ Лорка 20-го, завоевании Швабс-Гемунда, пообеде над имперцами у Зекингена 23-го, взятии Лауффена 28-го и Мангейма 14 июля.
В 1708 во Фландрской армии герцогов Бургундского и Вандомского, сражался в битве при Ауденарде.
В 1709 году под командованием маршала Виллара выступил на Варнетон, взятый 4 июля, и участвовал в битве при Мальплаке 11 сентября.
29 марта 1710 произведен в лагерные маршалы. Служил в Руссильонской армии герцога де Ноая, участвовал в осаде Жироны, обложенной 27 декабря. Был при атаке Нижнего города, взятого 23 января 1711, Верхний город сдался 25-го. 17 июня переведен во Фландрскую армию маршалов Виллара и Монтескью, остававшуюся в бездействии.
В 1712 году во Фландрской армии Виллара, атаковал укрепления Денена, взятые 24 июля, участвовал во взятии Маршьенна 30-го, осаде Дуэ, взятого 8 сентября, Ле-Кенуа, сдавшегося 4 октября, Бушена, гарнизон которого был взят в плен 19-го.
В 1719 году служил в армии на испанской границе, участвовал в осаде Фонтарабии, сдавшейся 16 июля, Сан-Себастьяна, павшего 1 августа (цитадель 17-го).
30 марта 1720 произведен в генерал-лейтенанты. В 1722 году назначен главнокомандующим в Гиени.
13 мая 1731 пожалован в рыцари орденов короля.
6 октября 1733 направлен в Рейнскую армию, участвовал в осаде Келя, сдавшегося 28-го.
1 апреля 1734 определен в ту же армию, участвовал в атаке укреплений Этлингена, взятых 4 мая. 13-го назначен командующим во Франш-Конте. Участвовал в осаде Филиппсбурга. Был рядом с маршалом Бервиком, когда тому снесло голову ядром, а драгунский кол для коновязи, который это ядро подбросило, ранил самого Дюраса. Филиппсбург сдался 18 июля, после чего армия выступила на осаду Вормса, павшего 23-го.
15 августа 1735 герцог был назначен губернатором бордосской цитадели крепости Тромпет, после отставки маршала Асфельда. 1 апреля 1735 снова назначен в Рейнскую армию, в которой служил до окончания войны.
11 февраля 1741 в Версале назначен маршалом Франции, зарегистрирован в Коннетаблии 3 апреля 1749. 15 марта 1741 отказался от командования во Франш-Конте.
11 сентября 1755, по смерти герцога де Таллара, стал губернатором Франш-Конте и отдельно Безансона, принес присягу 15-го и отказался от губернаторства в Тромпете. В том же году пожалован в пэры Франции.

## Семья
Жена (5.01.1706): Анжелика-Виктуар де Бурнонвиль (23.01.1686—29.09
1764), дочь князя Александра-Альбера де Бурнонвиля и Шарлотты-Виктуар д'Альбер де Люин
Дети:
- Виктуар-Фелисите (ум. 16.10.1753). Муж 1) (10.02.1720): герцог Жак Фитцджеймс (1702—1721), сын герцога Бервика; 2) (19.04.1727): герцог Луи-Мари-Огюстен д’Омон (1709—1782)
- Луи-Анри (3.10.1709—25.10.1722)
- Женевьева (1712—1715)
- Мари-Мадлен (1713—1737). Муж (20.10.1727): маркиз Эммануэль-Дьёдонне д'Отфор (1700—1777)
- Эмманюэль-Фелисите (19.12.1715—6.09.1789), герцог де Дюрас, маршал Франции. Жена 1) (1.06.1733): Шарлотта-Антуанетта Мазарини (24.03.1719—6.09.1735), дочь Поля-Жюля де Лапорт-Мазарини, герцога де Ретелуа-Мазарини, и Луизы-Франсуазы де Роган-Субиз; 2) (06.1736): Луиза-Франсуаза-Маклови-Селеста де Коэткан (1724—2.01.1802), дочь маркиза Мало-Огюста де Коэткана и Мари-Селесты Локе